# 吉姆·英霍夫
詹姆斯·芒廷因·「吉姆」·英霍夫（英語：James Mountain "Jim" Inhofe，/ˈɪnhɒf/ INN-hoff；1934年11月17日—2024年7月9日）是一名美國政治人物，於1994年至2023年擔任奧克拉荷馬州聯邦參議員。他是共和黨成員，是奧克拉荷馬州任職時間最長的參議員。1966年至2023年期間，他在奧克拉荷馬州的各種民選辦公室工作了近60年。
英霍夫於1934年出生於愛荷華州德梅因，1942年隨父母搬到奧克拉荷馬州塔爾薩。他的父親佩里·英霍夫（Perry Inhofe）是一家保險公司的老闆，母親布蘭奇·英霍夫（Blanche Inhofe，舊姓芒廷因）是塔爾薩的一名社交名流。吉姆是一名高中田徑明星，畢業於中央高中。他後來短暫地進入科羅拉多大學，然後在塔爾薩大學完成他的大學學位。他於1956年被徵召加入美國陸軍，並在1957年至1958年間服役。 1961年他成為他父親的保險公司的副總裁，1970年他父親去世後成為總裁。
英霍夫是代表塔爾薩地區的民選官員，為期近30年。1966年至1969年，他在奧克拉荷馬州眾議院代表塔爾薩的部分地區，1969年至1977年代表奧克拉荷馬州參議院。在州議會任職期間，他因與民主黨的州領導層，特別是州長大衛·霍爾和州財政部長利奧·溫特斯發生爭執而知名，並帶頭發起將美國海軍蝙蝠魚號戰艦帶到奧克拉荷馬的運動。在擔任州參議員期間，他在1974年的選舉中競選奧克拉荷馬州州長，並在1976年競選美國眾議院議員，但都沒有成功。他被選為塔爾薩的三屆市長，在1978年至1984年間任職。1987年至1994年，他在美國眾議院代表奧克拉荷馬州第一國會選區任職，並在當選美國參議院後辭職。
英霍夫於2003年至2007年擔任環境和公共工程委員會主席，並於2015年至2017年再次擔任該委員會主席。2017年12月至2018年9月6日，在約翰·麥凱恩與癌症奮鬥期間，英霍夫擔任軍事委員會代理主席。麥凱恩去世後，他成為主席並任職至2021年2月3日。2021年2月3日至2023年1月3日，他擔任軍事委員會的排名委員。在他的參議院生涯中，他因拒絕接受氣候科學，支持禁止同性婚姻的憲法修正案，以及將英語作為美國民族語言的英霍夫修正案而知名。

## 延伸閱讀
- Background and collected news at The Washington Post
- 美國國會國家人物傳記大辭典中的傳記
- 由華盛頓郵報維護的投票記錄
- 智慧投票计划中的傳記、投票紀錄及利益集團評級
- Congressional profile at GovTrack
- Congressional profile at OpenCongress
- Issue positions and quotes at On the Issues
- Current Bills Sponsored at StateSurge.com
- Financial information at OpenSecrets.org
- Staff salaries, trips and personal finance at LegiStorm.com
- 聯邦選舉委員會中的競選財務報告和數據
- Appearances on C-SPAN programs
- 網路電影資料庫上的亮相頁面
- Collected news and commentary at The New York Times
- Works by or about 吉姆·英霍夫 in libraries (WorldCat catalog)
- Profile at Ballotpedia

## 外部連結
- 吉姆·英霍夫參議院官方網站
- 中的“吉姆·英霍夫”
- C-SPAN內的頁面（英文）
- 吉姆·英霍夫在奧克拉荷馬的聲音之訪問，2011年9月29日進行的第一人稱採訪，為奧克拉荷馬州口述歷史項目 （页面存档备份，存于）的原始音頻和轉錄存檔

| 官衔                     | 官衔                                                                                           | 官衔                   |
| ------------------------ | ---------------------------------------------------------------------------------------------- | ---------------------- |
| 前任者： 羅伯特·拉福蒂納 | 塔爾薩市長 1978年－1984年                                                                      | 繼任者： 特里·揚       |
| 美国众议院               |                                                                                                |                        |
| 前任者： 詹姆斯·瓊斯     | 奧克拉荷馬州第一國會選區 眾議院議員 1987年－1994年                                             | 繼任者： 史蒂夫·拉根特 |
| 政党职务                 |                                                                                                |                        |
| 前任者： 杜威·巴特利特   | 奧克拉荷馬州州長共和黨被提名人 1974年                                                          | 繼任者： 羅恩·肖茨     |
| 前任者： 特德·塞萊斯特   | 美國參議員奧克拉荷馬州共和黨被提名人 （第2類） 1994年、1996年、2002年 、2008年、2014年、2020年 | 繼任者： 馬克韋恩·馬林 |
| 美国参议院               |                                                                                                |                        |
| 前任者： 大衛·L·博倫     | 俄克拉荷马州联邦参议员(第2组) 1994—2023 與唐·尼科尔斯, 湯姆·科博恩, 詹姆斯·蘭克福德同時在任    | 繼任者： 馬克韋恩·馬林 |
| 前任者： 吉姆·杰福兹     | 参议院道德专门委员会主席 2003–2007                                                             | 繼任者： 芭芭拉·柏克瑟 |
| 前任者： 吉姆·杰福兹     | 参议院道德专门委员会副主席 2007–2013                                                           | 繼任者： 大衛·維特     |
| 前任者： 約翰·麥凱恩     | 参议院军事委员会高阶委员 2013–2015                                                             | 繼任者： 杰克·里德     |
| 前任者： 芭芭拉·柏克瑟   | 参议院道德专门委员会主席 2015–2017                                                             | 繼任者： 約翰·巴拉索   |
| 前任者： 約翰·麥凱恩     | 参议院军事委员会主席 2018–2021 代理: 2017–2018                                                 | 繼任者： 杰克·里德     |
| 前任者： 杰克·里德       | 参议院军事委员会高阶委员 2021—2023                                                             | 繼任者： 羅傑·威克     |